# 데구치 나츠키
데구치 나츠키(일본어: 出口 夏希 데구치 나쓰키[*], 2001년 10월 4일~)는 일본의 패션 모델이자 배우이다. 중국 출신이며, 인센트 소속이다.

## 약력
미야마스자카에서 인샌트 스탭으로부터 스카우트되었다. 야마모토 미즈키가 소속된 사무소라고 듣고, 그 자리에 있던 친구들과 함께 놀랐다. 2018년 3월에 데뷔하였고, 시마무라의 사진 촬영이 인센트 소속 후의 첫 일이었다.
슈에이사 주최의 "미스 세븐틴 2018"에 응모, 출전하여, 최종 후보자의 어필 동영상으로 유창한 중국어를 선보였다.
2018년 8월 23일, 「Seventeen 여름의 학교 축제 2018」 (파시피코 요코하마/국립대홀)에서 데구치를 포함한 6명이 "미스 세븐틴 2018"에 선정된 것이 발표되었다. 이 이벤트를 마지막으로 전속 모델 졸업하는 히로세 스즈를 센터로 하여 미스 세븐틴 6명은 취재 사진에 임했다.
2018년 11월 11일에 방송된 MBS TV (TBS) 『하야시 선생이 놀라는 초이학(初耳学)!』에서 코와키 미사토가 프로듀싱하는 웨딩 드래스의 소개가 있어 데구치는 연핑크 드레스를 입고 등장했다.
"HARUTA IMAGE GIRL 2019"에 선정되었다. 로퍼를 넣은 다얗나 복식의 이미지가 『Seventeen』 지면이나 하루타의 공식 사이트에 게제되었다. 지난 2019년 1월에 방송된 코코아가 TV드라마 첫 출연이다. "제 30회 후지테레비 영 시나리오 대상" 대상 작품의 드라마화이며, 미나미 사라, 데구치, 나가세 리코가 연기하는 3명의 여고생이 주인공인 옴니버스 형식이다. 7월 방영되는 TV드라마 「사랑의 병과 놈의 패거리」2화에서는 사토 류가가 연기하는 주인공의 중학교 시절의 동급생이라고 하는 히로인의 역할을 맡았다.
2021년 4월 시기에는 쵤영 및 방영 스케줄 사정에 의해서, 「걸 건 레이디」, 「코타로는 혼자 산다」의 2개 드라마에 레귤러로 출연했다.
2022년 7월 22일 발매된 『Seventeen』 여름호를 마지막으로 약 4년간 맡은 세븐틴 전속 모델을 졸업했다. 9월 16일, 영화 「침묵의 퍼레이드」에서 나미키 나츠미 역을 맡아, 영화 첫 출연을 해냈다. 10월 20일 발매의 「non-no」 12월호부터 논노 전속 모델이 되었다.
2023년 1월 13일, 넷플릭스에 공개된 오리지널 드라마 「마이코네 행복한 밥상」에서 모리 나나와 더블 주연을 맡아, 스미레 역을 맡아 처음으로 드라마에서 주연을 맡았다. 3월 24일에는 자신의 첫 화보집이 발매 예정이다.

## 인물
- 오디션에 응모하기 전부터 Seventeen의 독자였다. 팬으로서 응원하고 있던 페어리즈의 당시 멤버인 시모무라 미키가 이 잡지 전속 모델을 맡고 있었던 것으로 구독을 시작했다. 데구치가 미스 세븐틴으로 선정된 「Seventeen 여름의 학원제 2018」에서 시모무라와 투샷을 찍었지만 부끄러움에 눈을 마주치지 못했다.
- 야마모토 마이카가 자신의 인스타그램 계정을 통해 소속사 후배인 데구치와의 투샷 사진을 올렸더니, 함께 찍힌 미소녀는 누군가인지 인터넷 상에서 화제가 되었다.
- 고수의 향과 풍미를 좋아한다. 도삭면에 담긴 고수의 맛에 감명받은 것이 계기이다.
- 어머니는 중국 출신이다.
- 동경하는 사람은 티파니 탄.
- 취미는 먹으러 다니는 것이고, 특기는 중국어이다.

## 출연

### TV드라마
- 코코아 (2019년 1월 4일, 후지테레비) - 주연 스즈모리 카오리 역. 미나미 사라, 나가세 리코와 트리플 주연
- 사랑의 병과 놈의 패거리 2화 (2019년 7월 27일, BS닛테레) - 히로인 쿠라키 유리 역
- 스위치 (2020년 6월 21일, 테레비 아사히) - 츠타야 마도카 역
- UNSUNG CINDERELLA 병원 약제사의 처방전 (2020년 8월 27일, 후지테레비) - 하세가와 아이리 역
- 카레의 노래 (2020년 10월 1일 - 12월 17일. dTV 채널ㆍ히카리TV / 10월 10일 - 12월 26일, BS12 투에르비) - 히로인 모리 마도카 역
- 30禁 それは30歳未満お断りの恋。 (2021년 1월 12일 - 3월 2일, 후지테레비) - 이마이 에나 역
- 걸 건 레이디 (2021년 4월 7일 (6일 심야) - 6월 9일 (8일 심야), MBS) - 이나다 아키호 역
- 코타로는 혼자 산다 (2021년 4월 24일 - 6월 26일, 테레비아사히) - 후타바 토코 역
  - 하나와 선생님은 반 사람 몫!? 특별편 (2021년 6월 27일, 테레비아사히)
- 인버전 (2022년 3월 18일ㆍ19일, MBS테레비) - 히로인 이마하시 코토네 역
- 바보같은 키스 (2022년 8월 6일 - 9월 3일, 니혼테레비) - 히로인 미야마 리리나 역
- ZIP! 아침드라마 「크레센드로 진행해(クレッシェンドで進め)」 (2022년 10월 17일 - , 니혼테레비) - 히로인 후지타 역

### 웹드라마
- 스카파! 아침의 Twitter 드라마 「白線」 (2019년 3월 4일 - 9일, 트위터) - 주연
- 주인공 (2019년 9월 2일 - 10월 7일, 유튜브) - 하라 유나 역
- 언싱ㆍ신데렐라 ANOTHER STORY ~신인 약제사 아이하라 쿠루미~ (2020년 8월 27일 - 9월 24일, FOD) - 하세가와 아이리 역
- 30禁 それは30歳未満お断りの恋。 (2020년 9월 15일 - 11월 2일, FOD) - 이마이 에나 (今井恵菜) 역
- 하나와 선생님은 반 사람 몫!? (2021년 5월 22일 - 6월 19일, TELASA) - 후타바 토코 역
- 별에서 온 그대 (2022년 2월 23일, 전 10화. Amazon Original) - 사사하라 츠바키 (고등학생 시절) / 키요 역
- 마이코네 행복한 밥상 (2023년 1월 12일, Netflix) - 주연 스미레 역. 모리 나나와 더블 주연

### 영화
- 침묵의 퍼레이드 (2022년 9월 16일 공개. 토호) - 나미키 나츠미 역

### CM
- 주식회사 비엘리스 『전신탈모살롱 「KIREIMO」』 (2021년 3월 10일 - )
- 미스터 도넛
  - 사츠마이모도 「甘みがじゅわる。密いもド」편 (2021년 8월 27일 - )

### 광고
- 토신하이스쿨 web무비 (2018년)
- 하루타 (2019년) - 이미지걸
- 일본 코카콜라 캠페인 (2019년) - 모델
- LINE증권 「投資をもっと身近に、もっと手軽に」편 (2019년)
- 타치바나 후리소데 TV CM 「何色にだってなれるはず」편 (2019년 - 2020년)
- 타치바나&샤레니 후리소데 TV CM 「さぁ出発だ！」편 (2019년 - 2020년)
- 타치바나 web무비 「CMメイキングPhotoSession【출연자：데구치 나츠키 & 모리 마리아】」 (2019년 - 2020년)
- 주식회사 비엘리스 「キレイモ」 이미지 캐릭터 - 2021년 3월 1일 ~
- EASTBOY 2020년 봄여름 이미지 모델
- 경시청 2019년 전국지역안전운동 2019년

### MV
- 스커트 「遠い春」 (2018년 10월 23일)
- 세키토리 하나 「今をください」 (2020년 9월 10일)
- 나키무시☔︎ 「ネモネア。」 (2020년 11월 11일)
- Transistory Project 「お化けに恋した線香花火」 (2021년 8월 21일)

## 서적

### 잡지
- Seventeen (2018년 10월호 - 2022년 여름호. 슈에이샤) - 전속 모델
- non-no (2022년 12월호 - ,슈에이샤) - 전속 모델

### 사진집
- 데구치 나츠키 1st 사진집 (가제) (KADOKAWA, 2023년 3월 24일 발매 예정)